# Tom Henderson
Thomas Edward Henderson, detto Tom (Newberry, 26 gennaio 1952), è un ex cestista statunitense, professionista nella NBA.

## Carriera
Nato nella Carolina del Sud, iniziò la carriera nel basket durante le High school facendo parte della DeWitt Clinton High School di New York e poi, dal 1970 e per quattro anni, nel college al San Jacinto College e alla Hawaii Rainbow Warriors. Durante i draft della NBA del 1974 fu la prima scelta degli Atlanta Hawks e da lì iniziò una carriera professionale durata nove anni (1974–1983), militando negli Hawks, e quindi nei Washington Bullets e negli Houston Rockets. Henderson complessivamente ha realizzato 6.088 punti, 1.494 rimbalzi e 3.136 assist vincenti. Ha raggiunto le Finali NBA tre volte, vincendo il titolo NBA con i Bullets nel 1978.
Mentre giocava nel college di San Jacinto, venne selezionato nella nazionale statunitense di basket per le Olimpiadi di Monaco di Baviera del 1972 e partecipò alla famosa finale contro l'Unione Sovietica. Dopo le controversie sorte riguardo al contestato finale di gara, Henderson e i suoi compagni si rifiutarono di ritirare la medaglia d'argento – tuttora conservate nel caveau di una banca a Losanna, in Svizzera – non partecipando alla cerimonia di premiazione e ribadendo negli anni seguenti la loro decisione. Henderson in particolare, insieme a Jim Forbes, fu uno dei più convinti sostenitori (famosa la sua frase che rilasciò in anni successivi, con una punta di ironia, «Il gioco è finito e abbiamo vinto. Poi è finito un'altra volta e abbiamo vinto nuovamente») che vi siano state manovre sotterranee extra sportive per far vincere i sovietici, non comprovate, tuttavia, da prove concrete.
Ritirato dall'attività agonistica nel 1983, intraprende la carriera di amministratore finanziario in una struttura per giovani di Houston.

## Statistiche

### NBA

#### Regular season
| Anno       | Squadra            | PG  | PT | MP   | TC%  | 3P% | TL%  | RP  | AP  | PRP | SP  | PP   |
| ---------- | ------------------ | --- | -- | ---- | ---- | --- | ---- | --- | --- | --- | --- | ---- |
| 1974-1975  | Atlanta Hawks      | 79  | -  | 27,0 | 41,1 | -   | 69,7 | 2,7 | 4,0 | 1,3 | 0,1 | 11,4 |
| 1975-1976  | Atlanta Hawks      | 81  | -  | 35,8 | 41,3 | -   | 70,8 | 3,3 | 4,6 | 1,7 | 0,1 | 14,2 |
| 1976-1977  | Atlanta Hawks      | 46  | -  | 34,1 | 43,3 | -   | 75,0 | 2,7 | 8,4 | 1,7 | 0,2 | 11,3 |
| 1976-1977  | Washington Bullets | 41  | -  | 29,8 | 46,9 | -   | 73,8 | 2,8 | 5,2 | 1,4 | 0,2 | 11,1 |
| 1977-1978† | Washington Bullets | 75  | -  | 30,9 | 43,2 | -   | 74,6 | 2,6 | 5,4 | 1,2 | 0,2 | 11,4 |
| 1978-1979  | Washington Bullets | 70  | -  | 29,7 | 46,6 | -   | 80,0 | 2,3 | 6,0 | 1,2 | 0,1 | 10,8 |
| 1979-1980  | Houston Rockets    | 66  | -  | 23,5 | 47,7 | 0,0 | 72,7 | 1,7 | 4,2 | 0,8 | 0,1 | 5,5  |
| 1980-1981  | Houston Rockets    | 66  | -  | 21,4 | 41,3 | 0,0 | 82,1 | 1,6 | 4,7 | 0,8 | 0,1 | 5,3  |
| 1981-1982  | Houston Rockets    | 75  | 23 | 22,9 | 45,4 | 0,0 | 70,0 | 1,8 | 4,1 | 0,7 | 0,1 | 6,3  |
| 1982-1983  | Houston Rockets    | 51  | 2  | 15,5 | 40,7 | 0,0 | 78,9 | 1,4 | 2,7 | 0,7 | 0,0 | 5,1  |
| Carriera   | Carriera           | 650 | 25 | 27,2 | 43,3 | 0,0 | 73,9 | 2,3 | 4,8 | 1,2 | 0,1 | 9,4  |

#### Play-off
| Anno     | Squadra            | PG | PT | MP   | TC%  | 3P% | TL%  | RP  | AP  | PRP | SP  | PP   |
| -------- | ------------------ | -- | -- | ---- | ---- | --- | ---- | --- | --- | --- | --- | ---- |
| 1977     | Washington Bullets | 9  | -  | 35,8 | 44,4 | -   | 72,2 | 2,2 | 7,0 | 1,2 | 0,2 | 13,6 |
| 1978†    | Washington Bullets | 21 | -  | 28,4 | 41,6 | -   | 73,4 | 2,2 | 5,0 | 1,3 | 0,2 | 9,6  |
| 1979     | Washington Bullets | 19 | -  | 29,4 | 36,6 | -   | 73,1 | 1,8 | 5,6 | 0,9 | 0,3 | 8,7  |
| 1980     | Houston Rockets    | 7  | -  | 29,0 | 47,8 | 0,0 | 80,0 | 2,3 | 6,0 | 1,0 | 0,6 | 8,0  |
| 1981     | Houston Rockets    | 21 | -  | 29,3 | 44,7 | 0,0 | 82,1 | 2,6 | 5,0 | 0,8 | 0,0 | 6,7  |
| 1982     | Houston Rockets    | 3  | -  | 22,7 | 31,3 | -   | 100  | 2,7 | 3,0 | 0,0 | 0,0 | 4,7  |
| Carriera | Carriera           | 80 | -  | 29,6 | 41,5 | 0,0 | 75,2 | 2,3 | 5,4 | 1,0 | 0,2 | 8,8  |

## Palmarès
- NCAA AP All-America Third Team (1974)
- Campionato NBA: 1

Washington Bullets: 1978